# Alejandro Collantes de Terán
Alejandro Collantes de Terán Delorme (Sevilla, 2 de diciembre de 1901-ibídem, 27 de junio de 1933) fue un poeta, periodista y erudito español perteneciente a la Generación del 27. 
Su hermano Francisco fue miembro del Ateneo de Sevilla y estuvo ligado tanto al Archivo como a las labores arqueológicas en Carteia e Itálica. Su abuelo Francisco de Paula Collantes de Terán y Caamaño fue un ilustre escritor y numismático.

## Biografía

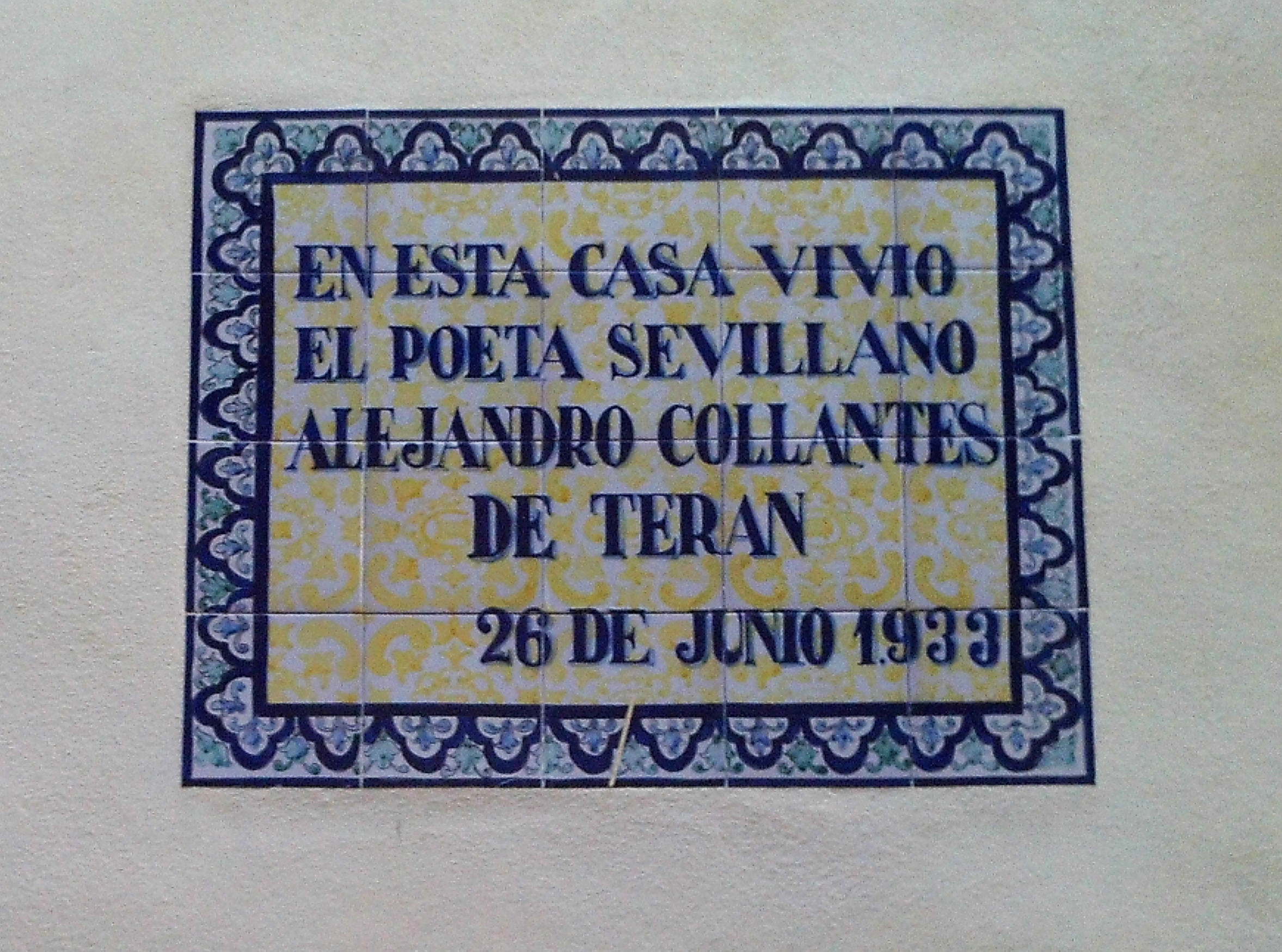
Azulejo en la calle Gloria (Barrio Santa Cruz, Sevilla)

Hijo del latinista Antonio Collantes de Terán y Dolores Delorme, estudió filosofía y letras en su ciudad natal, donde contó entre sus profesores a Pedro Salinas. También empezó la carrera de Derecho, que dejó inconclusa.
Fue redactor jefe de Universidad (1919), revista fundada por Vicente Lloréns y Franco, y en la que empleó diversos seudónimos (Alexandre, Adolfo Centauro, Mauricio de Torre-Sacra, Julio de Abril, El poeta Juan N. Tirado, El poeta Bernardo, David Augusto de Bal, Javier Arenal y Henario Bon). Además colaboró también en la revistas regionales La Semana gráfica y Andalucía futura.
De formación modernista y novecentista (devoto de José María Izquierdo como él colaboró en el Ateneo de Sevilla, de cuya sección de literatura fue presidente durante los años 1930 a 1931)
En artículos como "Los camelistas, neocamelistas y otras yerbas", en la revista Juventud, de la que fue director en 1921, ironizó sobre las vanguardias. Sin embargo fue el fundador, administrador y principal motor impulsor de una de las grandes revistas poéticas del 27, la sevillana Mediodía, a la que inventó un mecenas ("el señor Arceniaga") que le servía para rechazar ciertos originales no solicitados.
En vida sólo publicó novelas cortas, libros de temática local (funcionario del Ayuntamiento de Sevilla y gran aficionado a las antigüedades) y un delgado volumen de versos de corte neopopularista, Versos (Sevilla, Mediodía, 1926), donde a precia la influencia de Fernando Villalón y Federico García Lorca.[cita requerida] Ese mismo año recibió el Premio Sánchez Bedoya de la Real Academia Sevillana de Buenas Letras.
Como periodista colaboró asiduamente en El Noticiero Sevillano, ABC de Sevilla y El Correo de Andalucía. En este último usó el seudónimo Gongorilla.
En 1930 se casó con la hermana del pintor Pablo Sebastián, María Teresa Sebastián. En 1932 publicó un pliego titulado Nochebuena (Canciones populares) que él mismo ilustró.
Murió a las once de la noche del 27 de junio de 1933 tras un largo padecimiento nefrítico.
Fue incluido en la Antología de poesía andaluza de Arauz (1936) y salieron póstumos La correduría de Sevilla (Sevilla, 1946) y Poesías (Sevilla, 1949).
Miembro fundador de la reorganización de la Hermandad de las Penas de San Vicente en 1924, perteneció a la primera Junta de Gobierno de la Hermandad como Secretario.

## Legado
Actualmente existe El Fondo Collantes en la Real Academia Sevillana de Buenas Letras. Se trata de una donación de los herederos que está centrada en obras literarias e incluye parte de la biblioteca de él. Se caracteriza por tener un destacado número de obras de los autores de la Generación del 27.